# Тагариев, Рашит Закиевич
Раши́т Заки́евич Тагари́ев (род. 3 декабря 1952, дер. Тегерменево, Башкирская АССР) — доктор педагогических наук, профессор, член-корреспондент Российской академии естествознания, заслуженный деятель науки Республики Башкортостан.

## Биография
Родился в деревне Тегерменево (ныне — Караидельского района Республики Башкортостан).
Декан факультета технологии и предпринимательства Бирского филиала Башкирского университета (ныне Уфимский университет науки и технологий). Ведёт спецкурсы: «Социальные основы регионализации образования», «Технологии модульного обучения», «Профильная школа», «Инновационные технологии обучения», «Сельская школа».

### Семья
Жена — Светлана Мухамедовна Тагариева.

## Научная деятельность
В 1982 году защитил кандидатскую, в 1991 — докторскую диссертацию. Профессор, член-корреспондент Российской академии естествознания.
Основные направления исследований:
- теоретико-педагогические основы системы трудового и технологического образования сельской молодёжи с учетом региональных особенностей республики.

Автор более 247 научных работ, в том числе монографий, учебных пособий и методических рекомендаций.

### Избранные труды
- Политехническая подготовка учащихся сельских школ в условиях реализации межпредметных связей основ наук и трудового обучения: Дис. … канд. пед. наук. — Бирск, 1982. — 176 с.
- Политехнические основы подготовки учащихся сельских школ к труду в агропромышленном производстве: Автореф. дис. … д-ра пед. наук. — М., 1991.

- Внеклассная воспитательная работа в малокомплектной школе. — Смоленск, изд-во Смоленск. пед. ин-та, 1991. — (соавт.: А. С. Гаязов, С. А. Бронников).
- Концепция педагогического образования в политехнической подготовки учащихся молодежи в Республике Башкортостан на 2001—2005 гг. / Под ред. К. Ш. Ахиярова. — Уфа, 2001. — 48 с. (в соавторстве)
- Организация производительного труда школьников в новых условиях хозяйствования. — Уфа: Знание, 1989. — (соавт.: Р. К. Нуртдинов)
- Перспективы модернизации технологического образования. — Уфа, 2013. — 310 с.
- Подготовка будущих учителей основ наук к политехническому образованию. — Бирск, 1991. — (Деп. в ОЦ НИ, Школа и педагогика, 1991, № 265-91).
- Подготовка школьников к труду в условиях рыночной экономики. — Уфа, 1992. — (Соавт.: К. Ш. Ахияров, П. Р. Атутов, Р. Т. Гарданов)
- Политехнические основы трудовой подготовки сельских школьников. — М.: изд-во РАО, 1993.
- Проблемы развития личности в условиях сельской школы. — М., 1996.
- Социально-педагогические основы регионализации образования на селе. — Уфа: Биро, 2002. — 185 с.
- Технологическая подготовка школьников: актуальные проблемы. — Уфа: РИО РУНМЦ МО РБ.
- Технологическое образование сельских школьников. — М.: РАЕ, 2002.
- Трудовая политехническая подготовка учащихся сельской малокомплектной школы. — Смоленск: изд-во Смоленск. пед. ин-та, 1991. — (соавт.: К. Ш. Ахияров, М. И. Гарипов, А. С. Гаязов и др.)
- Трудовая социализация школьников: опыт проблемы. — Респ. учеб.-метод. центр МО РБ.
- Экологическое образование сельских школьников. — М.: изд-во РАО, 1996.
- Экологоориентированная деятельность в технологической подготовке сельских школьников. — Уфа: Гилем, 2007. — 136 с.

- Введение в педагогическую деятельность (учеб. пособие). — Пермь: КРО АЕ. — 118 с.
- Духовный мир школьников и труд: (учеб. пособие). — Уфа, 1994.
- Инновационные подходы к преподаванию технологии в школе: Учеб. пособие. — Уфа, 2016. — 212 с. — (соавт.: С. А. Бронников)
- Обучение информатике в сельской школе: (учеб. пособие). — Бирск, 1995. — (соавт.: Ф. Ф. Абазов, Д. Т. Мугаллимов, В. Г. Гайфуллин).
- Организация профильного обучения в школе: содержание и формы, рекомендации и размышления: (учеб. пособие). — Уфа: Гилем, 2011. — 150 с.
- Особенности преподавания физики в сельской малокомплектной школе (учеб. пособие). — Казань: Магариф, 1995.
- Оформление текстовых и графических материалов: (учеб.-метод. пособие). — 2003. — 122 с. — (соавт.: Н. А. Баланюк)
- Педагогика: (учеб. пособие). — Пермь: КРО АЕ, 2002.
- Политехническая направленность в подготовке сельских школьников к труду в агропромышленном производстве (учеб. пособие). — Куйбышев: изд-во Куйшев. пед. ин-та, 1991.
- Политехническая направленность обучения основам наук в общеобразовательной школе (учеб. пособие). — М.: Гособразование СССР, 1990. — (соавт.: К. Ш. Aхияров, П. Р. Атутов).
- Политехническая подготовка учащихся сельских школ в условиях реализации межпредметных связей основ наук трудового обучения (учеб. пособие). — Уфа: изд-во Баш. пед. ин-та, 1986.
- Профессиональное самоопределение учащихся в процессе политехнического образования (учеб. пособие). — М.: изд-во РАО, 1994. — (соавт.: П. Р. Атутов, Н. И. Бабкин и др.)
- Технологии личностно-ориентированного обучения в современной общеобразовательной школе (учеб.-метод. пособие). — Пермь: КРО АЕ, 2000.
- Технологическая подготовка школьников: актуальные проблемы (учебник). — Респ. учеб.-метод. центр МО РБ.
- Технологическое образование школьников: (учеб. пособие). — Уфа: Гилем, 2007. — 188 с. (соавт.: Р. Р. Гильванов)
- Формирование готовности школьников к труду в условиях рыночной экономики: (учеб. пособие). — Уфа, 1993.
- Экологическая направленность политехнической подготовки сельских школьников (учеб. пособие). — Уфа: изд-во Башк. ун-та, 1994.
- Экологическое образование школьников в процессе обучения физике: (учеб.-метод. пособие). — Пермь: КРО АЕ, 2000.
- Экспериментальные задачи в процессе обучения физике: (учеб.-метод. пособие). — Пермь: КРО АЕ, 2000.

- Взаимное преподавание физики и труда в сельской школе // Физика в школе. — 1990. — № 1.
- Взаимосвязь основ наук с трудовым обучением // Соединение обучения с производительным трудом — ведущий принцип трудового воспитания. — М.: ЦСПО РСФСР, 1981. — (соавт.: К. Ш. Ахияров)
- Взаимосвязь основ наук с трудовым обучением в условиях сельской школы // Проблемы политехнического образования в сельской школе. — М.: изд-во АПН СССР, 1979.
- Взаимосвязь основ наук с трудовым обучением в условиях сельской школы // Политехническое образование и всестороннее развитие личности. — М.: ЦСПО РСФСР, 1981. — (соавт.: К. Ш. Ахияров)
- Внеклассная работа с элементами исследования // Физика в школе. — 1980. — № 1.
- Готовность к педагогической инновационной деятельности будущего учителя // Современные проблемы воспитательной работы в вузе: матер. науч.-практ. конф. — Бирск, 2006. — С. 30-35.
- Декада физики и техники // Совет Мэктэбэ. — 1985. — № 2.
- Деятельностный подход в технологическом образовании школьников // Технологическое образование в педагогических вузах и общеобразовательных учреждениях. — Киров, 2001. — С. 190—192.
- Из опыта подготовки преподавателя к осуществлению межпредметных связей в средних профтехучилищах // Совершенствование общеобразовательной подготовки учащихся СПТУ. — Ростов-н/Д: изд-во АПН СССР, 1980.
- Из опыта работы клуба юных агрофизиков // Совет Мэктэбэ. — 1981. — № 7.
- Из УПК — в хозяйство // Школа и производство. — 1988. — № 7. — (соавт.: Р. К. Нуртдинов)
- Клуб «Юных механизаторов» // Воспитание школьника. — 1986. — № 4.
- Комплексные семинары — эффективное средство систематизации знаний школьников // Учитель Башкирии. — 1984. — № 8.
- Комплексные экскурсии в сельской школе // Совет Мэктэбэ. — 1981. — № 7.
- Концепция определения содержания национально-регионального образования // Школа и педагогика в условиях социально-экономических преобразований. — Челябинск, 2001. — С. 10-15.
- Математическое моделирование в системе технологической подготовки учащихся среднего профессионального образования // проблемы профессионального образования. — Уфа, 2001. — С. 27-31.
- Междисциплинарная интеграция — основа формирования технологических, политехнических знаний и умений школьников // Педагогика и творчество: современные проблемы развития обучения и воспитания: Сб. матер. — БирГСПА, 2009. — С. 73-75. — (соавт.: И. Г. Мажитова)
- Межпредметные связи основ наук и трудового обучения // Учитель Башкирии. — 1984. — № 5.
- Межпредметные связи политехнической подготовки учащихся // Совет Мэктэбэ. — 1982. — № 7. — (соавт.: К. Ш. Ахияров)
- Межпредметные задачи с производственным содержанием в политехнической подготовке учащихся // Вопросы воспитания и обучения. — Бирск: БГПИ, 1983.
- Некоторые особенности организации внеурочной деятельности учащихся // Проблемы развития личности в условиях инновационной школы: сб. науч. тр. учителей — исследователей, докторантов, научных сотрудников, аспирантов. — Пермь, 2007. — Вып. 7. — С. 31-39.
- Особенности образовательного процесса в сельской школе как фактор технологической подготовки учащихся // Вестник Бирского педаг. ин-та: Педагогика и психология. — 2003. — Вып. 2. — С. 12-19.
- Педагогические условия организации производительного труда на коллективном подряде // Педагогическое руководство общественно полезным трудом. — М.: АПН СССР, 1989.
- Педагогические условия подготовки студентов к формированию политехнических знаний и умений у сельских школьников // Подготовка учителя в условиях непрерывного образования. — Уфа, Башк. книжн. изд-во, 1989.
- Педагогические условия формирования готовности выпускников средних общеобразовательных школ к труду // Проблемы развития личности в условиях сельской инновационной школы. — Пермь, 2004. — С. 8-11.
- Подготовка учащихся к сельскохозяйственному труду на уроках физики // Учитель Башкирии. — 1977. — № 10.
- Познавательная активность и ее структура // Пути повышения эффективности учебно-воспитательного процесса в высшей школе. — Челябинск, 1980. — (соавт.: К. Ш.Aхияров, Ю. П. Правдин)
- Политехническая и практическая направленность лабораторных работ по физике в сельской школе // Учитель Башкирии. — 1986. — № 7.
- Политехническая направленность производительного труда сельских школьников // Политехнические основы трудовой подготовки школьников. — Уфа, 1987.
- Практикум с ЭВТ в сельской школе // Школа и производство. — 1990. — № 2. — (соавт.: Т. И. Волкова)
- Преподаватель — тьютор в открытом дистанционном образовании // Проблемы развития личности в условиях инновационной школы: сб. науч. тр. учителей — исследователей, докторантов, научных сотрудников, аспирантов. — Пермь, 2008. — Вып. 8. — С. 20—24.
- При подготовке учителя села // Вестник высшей школы. — 1981. — № 3.
- Применение деловых игр для изучения передового опыта в политехническом образовании // Изучение и распространение передового политехнического образования учащихся. — М.: АПН СССР, 1989.
- Развитие эколого—ориентированной деятельности школьников как творческий процесс // Проблемы развития личности в условиях инновационной школы: сб. науч. тр. учителей — исследователей, докторантов, научных сотрудников, аспирантов. — Пермь, 2008. — Вып. 8. — С. 68—78.
- Развитие экономической компетентности у студентов вуза // Технологическое и художественное образование учащейся молодежи: проблемы и перспективы: матер. Всерос. заоч. науч.-практ. конф. — Уфа: Нефтегазовое дело: РИНЦ, 2014. — С. 24-31. — ISBN 978-5-98755-135-9 — (соавт.: С. М. Тагариева)
- Реализация межпредметных связей в политехнической подготовке сельских школьников // Советская педагогика. — 1984. — № 6.
- Реализация национально-регионального компонента содержания образования необходимое условие гуманизации процесса формирования личности // Проблемы развития личности в условиях сельской инновационной школы. — Пермь, 2001. — С. 30-36.
- Связь преподавания физики с сельскохозяйственным производством // Совет Мэктэбэ. — 1978. — № 6.
- Связь преподавания физики с трудовым обучением в условиях сельской школы // Физика в школе. — 1984. — № 1.
- Сельские школьники многое умеют // Народное образование. — 1980. — № 1.
- Специфика процесса фасилитации в межнациональном образователь-ном пространстве // Этносоциальной взаимодействие воспитательных систем: история и современность: Междунар. заоч. науч.-практ. конф. — Стерлитамак, 2007. — С. 376—379.
- В. А. Сухомлинский о формировании духовного мира школьника в коллективе // В. А. Сухомлинский — выдающийся педагог XX столетия. — Уфа, 2004. — С. 169—171.
- Технологическая культура в системе общего образования // Технологическое образование в педагогических вузах и общеобразовательных учреждениях. — Киров, 2001. — С. 188—190.
- Технологическая культура школьников — основа их готовности к активной трудовой деятельности // Технологическое образование учащейся молодежи: проблемы и перспективы: матер. Всерос. науч.-практ. конф. — Бирск: Бирск. гос. соц.-пед. акад., 2013. — Вып. 4. — С. 14-17. — (соавт.: С. М. Тагариева)
- Уроки физики в классе с малой наполняемостью // Учитель Башкортостана. — 1992. — № 1.
- Усиление по технической направленности технологического образования // Проблемы развития личности в условиях инновационной школы: сб. науч. тр. учителей — исследователей, докторантов, научных сотрудников, аспирантов. — Пермь, 2007. — Вып. 7. — С. 104—111.
- Усиление политехнической направленности технологического образования // Наука и образование в XXI веке: теория, практика, инновации. — М., 2014. — (соавт.: С. М. Тагариева)
- Учим осуществлению межпредметных связей // Народное образование. — 1983. — № 9.
- Фасилитация, как форма организации занятий в вузе в условиях реализации компетентностного подхода // Мир науки, культуры, образования. — 2014. — № 4. — С. 87-93. — (соавт.: Н. А. Баланюк)
- Формирование креативной образовательной среды сельской школы в условиях профильного обучения // Образование и саморазвитие. — Казань, 2014. — № 3 (41). — (соавт.: С. М. Тагариева)
- Формирование у школьников творческого отношения к труду в процессе подготовки их к массовым профессиям агропромышленного объединения // Педагогические основы подготовки сельских школьников к труду. — Уфа, 1988.
- Формирование экологической культуры сельских школьников в процессе естественнонаучного образования // Успехи современного естествознания. — 2004. — С. 96-98.
- Экологическая направленность политехнической и трудовой подготовки учащихся // Учитель Башкирии. — 1990. — № 12.
- Экологическое образование с учетом региональных особенностей // Биологические науки в XXI веке: Проблемы и тенденции развития: Сб. науч. тр. междунар. науч.-практ. конф. — Бирск, 2005. — Ч. 1. — С. 216—220.
- Экономическое воспитание учащихся в арендном подряде // Учитель Башкирии. — 1989. — № 2. — (соавт.: Р. К. Нуртдинов)
- Этнокультурные предпосылки как фактор развития духовной культуры будущего учителя // Этносоциальной взаимодействие воспитательных систем: история и современность: Междунар. заоч. науч.-практ. конф. — Стерлитамак, 2007. — С. 371—376.

## Награды
- Заслуженный деятель науки Республики Башкортостан
- Отличник народного просвещения[1]
- Отличник образования Республики Башкортостан[1]
- Медаль К. Д. Ушинского[1].